# یواس‌اس هارکورت (۱۸۶۴)
یواس‌اس هارکورت (۱۸۶۴) (به انگلیسی: USS Harcourt (1864)) یک کشتی بود که طول آن 66' بود.